# Stazione di Lido di Ostia Centro
Stazione di Lido di Ostia Centro vasútállomás Olaszországban, Róma településen.

## Vasútvonalak
Az állomást az alábbi vasútvonalak érintik:
- Róma–Lido-vasútvonal

## Kapcsolódó állomások
A vasútállomáshoz az alábbi állomások vannak a legközelebb:
- Stazione di Lido di Ostia Nord
- Stazione di Stella Polare